# 안산시 을 (2024년 선거구)
안산시 을은 대한민국의 국회의원 선거구이다. 경기도 안산시 상록구의 일부 지역과 안산시 단원구의 일부 지역을 관할한다. 현 지역구 국회의원은 더불어민주당의 김현이다.

## 역사
제22대 국회의원 선거를 앞두고 안산시 지역의 선거구 개편으로 인해 기존의 안산시 상록구 을 선거구에 포함되었던 전 지역과 안산시 단원구 을 선거구의 고잔동, 중앙동, 호수동이 하나의 선거구를 이루게 됨에 따라 신설되었다.

## 관할 구역
| 대수  | 관할 구역                                                                                     |
| ----- | --------------------------------------------------------------------------------------------- |
| 22대~ | 안산시 상록구 일동, 이동, 부곡동, 월피동, 성포동, 안산동 안산시 단원구 고잔동, 중앙동, 호수동 |

## 역대 국회의원
| 선거   | 정당 | 정당         | 의원 |
| ------ | ---- | ------------ | ---- |
| 2024년 |      | 더불어민주당 | 김현 |

## 역대 선거 결과

### 대한민국 제22대 국회의원 선거
|  | 56.21% |

|  | 37.98% |

|  | 5.80% |

## 같이 보기
- 안산시 갑 (2024년 선거구)
- 안산시 병
- 안산시의 국회의원